# Манге, Саломон
Саломон Манге (фр. Salomon Mange; Бельгийское Конго) — конголезский футболист, защитник.

## Биография
С 1968 года по 1970 год являлся игроком клуба «Вита» из города Киншаса.
Выступал за национальную сборную Демократической Республики Конго. 24 декабря 1967 года принял участие в товарищеском матче против Румынии (1:1).
В 1968 году главный тренер ДР Конго Ференц Ксанади вызвал Манге на Кубок африканских наций, который проходил в Эфиопии. В своей группе команда заняла 2 место, уступив Гане и обойдя Сенегал и Республику Конго. В полуфинале ДР Конго обыграло Эфиопию (2:3), а в финале Гану (0:1). Саломон Манге провёл на турнире 4 игры.
В 1970 году Саламон участвовал в Кубке африканских наций в Судане. В своей группе команда заняла последнее 4 место, уступив Гвинеи, Гане и Объединённой Арабской Республике. Манге сыграл в 2 играх.

## Достижения
- Победитель Кубка африканских наций (1): 1968